# باد مونسترایفل
شهر باد مونستررایفل (به آلمانی: Bad Münstereifel)در ایالت نوردراین-وستفالن در کشور آلمان واقع شده است.